# Gmina Smyków
Die Gmina Smyków ist eine Landgemeinde im Powiat Konecki der Woiwodschaft Heiligkreuz in Polen. Ihr Sitz ist das gleichnamige Dorf.

## Gliederung
Zur Landgemeinde (gmina wiejska) Smyków gehören folgende Ortschaften:
Adamów
Cisownik
Kawęczyn
Kawęczyn (osada leśna)
Kozów
Królewiec
Królewiec Poprzeczny
Królewiec-Leśniczówka
Matyniów
Miedzierza
Muszczarz
Piaski Królewieckie
Pokoradz
Przyłogi
Rozgół
Salata
Skała-Gajówka
Smyków
Stanowiska
Strażnica
Trawniki
Wólka Smolana
Zastawie
Świnków